# Hope and Despair
Hope and Despair è l'album di debutto del musicista britannico Edwyn Collins, pubblicato 29 maggio 1989.

## Tracce
1. Coffee Table Song – 4:51
2. 50 Shades of Blue – 3:55
3. You're Better Than You Know – 4:12
4. Pushing It to the Back of My Mind – 3:47
5. If Ever You're Ready – 4:21
6. Darling, They Want It All – 3:42
7. The Wheels of Love – 4:54
8. The Beginning of the End – 3:57
9. The Measure of a Man – 3:38
10. Testing Time – 3:51
11. Let Me Put My Arms Around You – 4:06
12. The Wide Eyed Child in Me – 2:51
13. Ghost of a Chance – 4:08
14. Hope and Despair – 3:22